# Auður Ava Ólafsdóttir

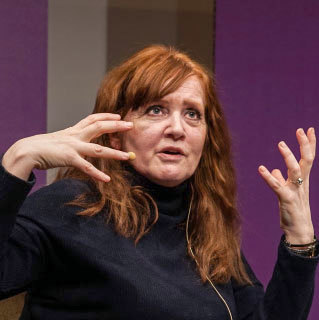
Auður Ava Ólafsdóttir (2019)

Auður Ava Ólafsdóttir (* 1958 in Reykjavík) ist eine isländische Schriftstellerin und Bestsellerautorin. Sie schreibt Romane und Theaterstücke und hat auch einen Gedichtband veröffentlicht. Bevor sie begann, literarisch zu schreiben – ihren ersten Roman veröffentlichte sie mit 40 Jahren –, arbeitete sie als Kunsthistorikerin und Dozentin an der Universität Island. In ihren Büchern spielen existenzielle Themen wie Liebe und Tod eine große Rolle, werden aber in einem zumeist unauffälligen Alltag der Figuren abgehandelt, den sie sehr detailreich beschreibt. Oft schreibt sie über Menschen in verkehrten Geschlechterrollen, beispielsweise fürsorgliche Männer und autonome, freiheitssuchende Frauen. In ihrem Roman Miss Island thematisiert sie auch die Schwierigkeiten des Mutterseins und homosexueller Menschen in der isländischen Gesellschaft im Jahr 1963.

## Leben
Auður Ava Ólafsdóttir studierte an der Sorbonne Kunstgeschichte und lebte in Frankreich und Italien. Sie hat Kunstgeschichte an der Universität Island gelehrt und war Direktorin des dortigen Kunstmuseums. Sie unterrichtete außerdem Kunsttheorie und Kunstgeschichte an der isländischen Schauspielschule. Sie hat zwei Töchter.

## Auszeichnungen
- Bókmenntaverðlaun Tómasar Guðmundssonar (Tómas-Guðmundsson-Literaturpreis der Stadt Reykjavik), 2004
- Menningarverðlaun DV (Kulturpreis von Dagblaðið Vísir), 2008
- Prix Page des Libraires, 2010
- Isländischer Literaturpreis für Ör, 2016
- Prix littéraire des jeunes Européens, 2016[4]
- Literaturpreis des Nordischen Rates für Ör, 2018[5]
- Prix Médicis – Bester ausländischer Roman für Miss Islande, 2019 (frz. Übersetzung von Ungfrú Ísland)

## Werke
Auður Ava Ólafsdóttir hat acht Romane verfasst, die insgesamt über 60 Sprachen übersetzt worden sind.
- Upphækkuð jörð, 1998
- Rigning í nóvember, 2004; in einer deutschen Übersetzung von Sabine Leskopf erschienen als Ein Schmetterling im November. Roman. Mit siebenundvierzig Rezepten und einer Strickanleitung, 356 S., Insel Verlag, Berlin 2013, ISBN 978-3-458-17581-0
- Afleggjarinn, 2007, deutsch Weiß ich, wann es Liebe ist?, übersetzt von Angelika Gundlach, Insel Verlag, Berlin 2013, ISBN 978-3-458-35964-7
- Undantekningin, 2012
- Ör, 2016, deutsch Hotel Silence, übersetzt von Tina Flecken, Insel Verlag, Berlin 2023, ISBN 978-3-458-64380-7
- Ungfrú Ísland, 2018, deutsch Miss Island, übersetzt von Tina Flecken, Insel Verlag, Berlin 2021, ISBN 978-3-458-68224-0
- Dýralíf, 2020
- Eden, 2022, deutsch Eden, übersetzt von Tina Flecken, Insel Verlag, Berlin 2025, ISBN 978-3-458-64543-6
- DJ Bambi, 2023

Ihr Gedichtband Sálmurinn um glimmer (etwa: Der Psalm des Glimmer) wurde 2010 veröffentlicht, ist bislang aber noch nicht ins Deutsche übersetzt worden.